# حويرة أبولونية

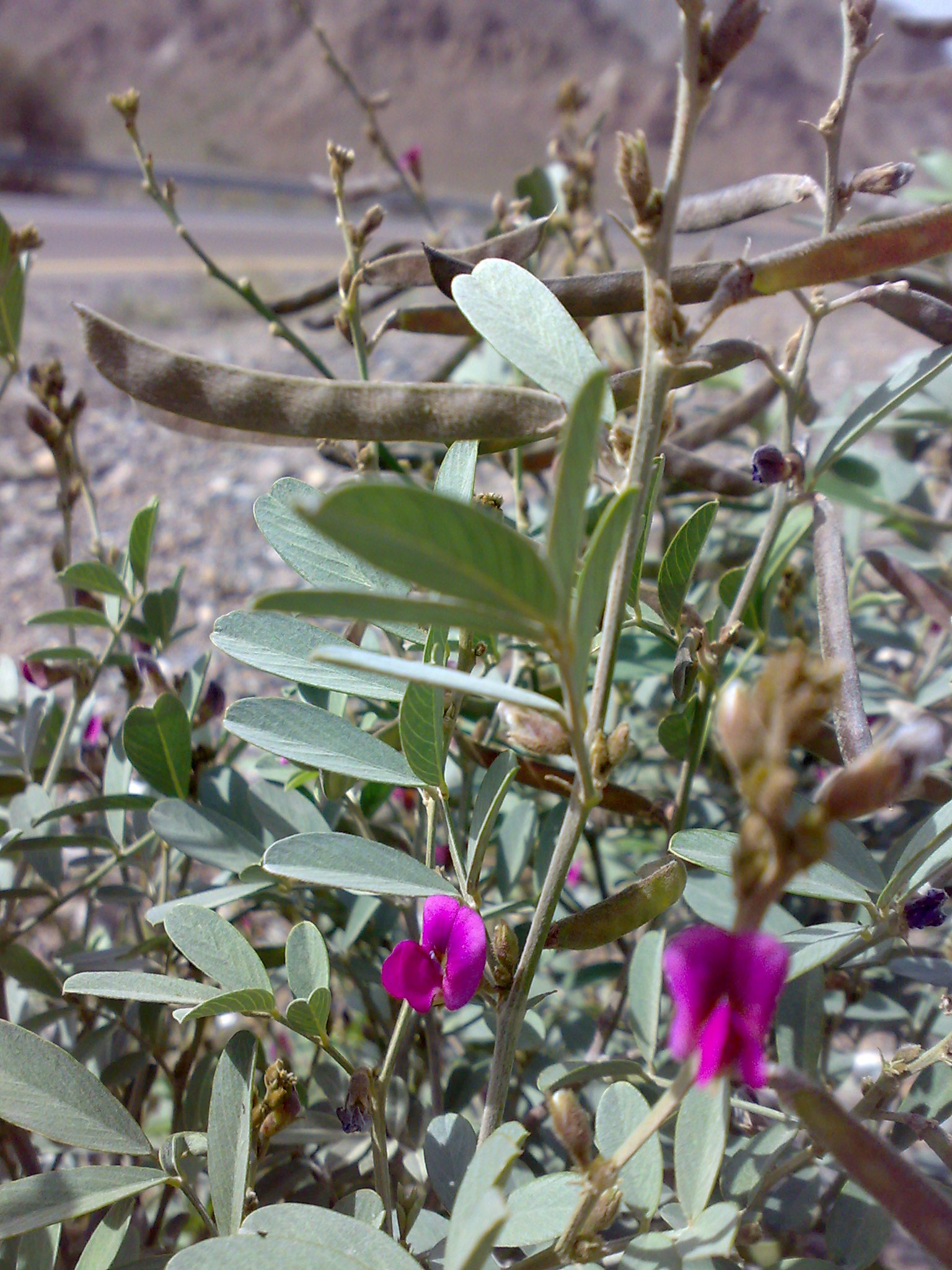
في شمال الفجيرة

الحويرة الأبولونية أو الظفراء الأبولونية أو الطبشنقيق أو الأميان أو الدهيبة  (الاسم العلمي:Tephrosia apollinea) هي نوع من النباتات يتبع جنس الحويرة من الفصيلة البقولية. سمي هذا النوع نسبة إلى أبولو أحد شخصيات الأساطير الإغريقية القديمة.

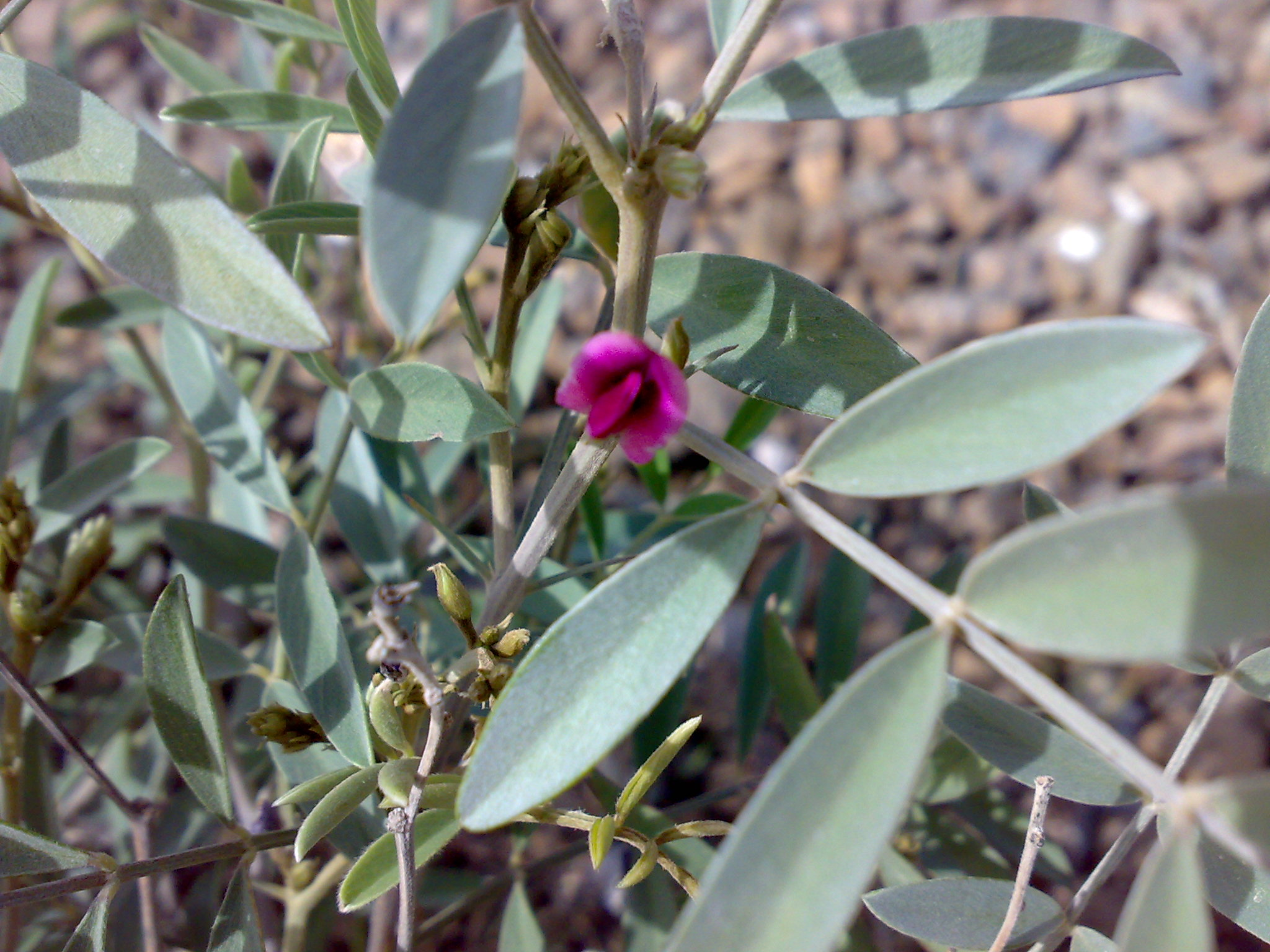
الأوراق والزهرة